# Мостовский сельсовет (Гродненская область)
Мостовский сельсовет — административная единица на территории Мостовского района Гродненской области Беларуси. Административный центр — агрогородок Мосты Правые.

## История
В 2014 году присоединена территория упразднённого Микелевщинского сельсовета.

## Состав
Мостовский сельсовет включает 24 населённых пунктов:
- Большие Степанишки — деревня
- Бояры — деревня
- Голынка — деревня
- Дашковцы — деревня
- Деньковцы — деревня
- Короли — деревня
- Кривульки — деревня
- Кульшичи — деревня
- Лопатичи — деревня
- Ляда — деревня
- Малые Степанишки — деревня
- Мальковичи — деревня
- Микелевщина — агрогородок
- Мосты Левые — деревня
- Мосты Правые — агрогородок
- Новинка — деревня
- Новосёлки — деревня
- Олешевичи — деревня
- Осовляны — деревня
- Оступ — хутор
- Рыбаки — деревня
- Синевичи — деревня
- Тельмуки — деревня
- Шевчики — деревня

## Производственная сфера
МРУСП «Мостовчанка», ПК «Мостовское райсельэнерго», лесничество д. Мальковичи.

## Социальная сфера
Образование: ГУО «Правомостовская общеобразовательная средняя школа», ГУО «Учебно-педагогический комплекс Мальковичский детский сад — общеобразовательная средняя школа», ГУО «Правомостовский детский сад».
Медицина: Правомостовская амбулатория врача общей практики, Мальковичский фельдшерско-акушерский пункт.
Культура: Правомостовский сельский клуб, Правомостовская, Мальковичская сельские библиотеки, Степанишская государственная библиотека-клуб, филиал Мостовской ДШИ.

## Памятные места
На территории сельсовета находятся 2 воинских захоронения.

## Достопримечательности
Костёл Святого Иоанна Крестителя в деревне Мосты Правые.